# تلبانة (الدقهلية)
قرية تلبانة هي إحدى القرى التابعة لمركز المنصورة في محافظة الدقهلية في جمهورية مصر العربية. حسب إحصاءات سنة 2006، بلغ إجمالي السكان في تلبانة 25078 نسمة، منهم 13568 رجل و11510 امرأة.

## التاريخ
قرية تلبانة من القرى القديمة، حيث وردت باسم «تلبانة عدي» في أعمال المرتاحية ضمن قرى الروك الصلاحي التي أحصاها ابن مماتي في كتاب قوانين الدواوين، كذلك وردت في إحصاء ابن الجيعان في كتاب «التحفة السنية بأسماء البلاد المصرية» لقرى الروك الناصري ضمن أعمال الدقهلية والمرتاحية. اشتهرت تلبانة في التاريخ الكنسي المصري بأنها القرية التي فرّ إليها الأنبا حديد القس أحد قديسي الكنيسة القبطية في القرن الرابع عشر الميلادي. وفي العصر العثماني وردت باسم «تلبانة عدي» في التربيع العثماني الذي أجراه الوالي العثماني سليمان باشا الخادم في عصر السلطان العثماني سليمان القانوني ضمن قرى ولاية الدقهلية، وفي تاريخ 1228هـ/1813م الذي عدّ قرى مصر بعد المسح الذي قام به محمد علي باشا باسم «تلبانة» ضمن قرى مديرية الدقهلية.